# Comparación entre Star Wars y Star Trek

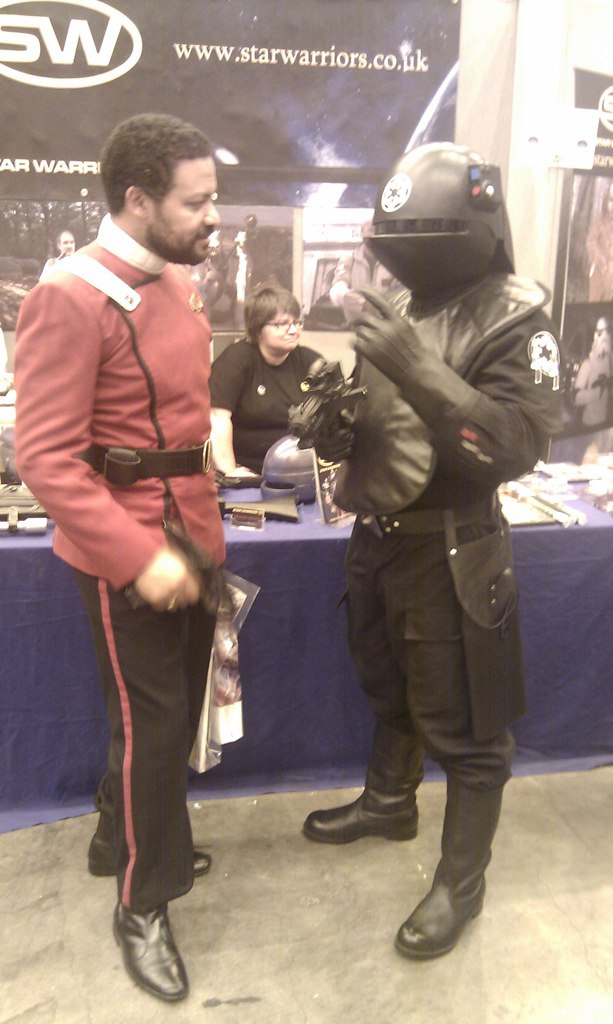
Un seguidor de star trek vestido con un uniforme de la flota estelar (izquierda) y un seguidor de star wars vestido en un uniforme imperial gunner de la Estrella de Muerte (derecha) en una convención de fans.

Una comparación entre Star Wars y Star Trek comprende la relación histórica, las diferencias y similitudes entre las dos franquicias de medios incluyendo su impacto y crítica entre sí. Star Trek y Star Wars comenzaron como una serie de televisión y una película respectivamente, y se han convertido en grandes franquicias americanas que presentan escenarios alternativos de aventura espacial. Las dos franquicias son dominantes en este tipo de narrativa y han ofrecido variadas producciones a través de las décadas que generan miles de millones de dólares de propiedad intelectual, proporcionando ocupación y entretenimiento para miles de millones de personas alrededor del mundo.

## Antecedentes
Star Trek fue presentada al público como una serie de televisión en 1966, con duración de tres temporadas. Star Trek: La serie animada comenzó a emitirse en 1973 (basada directamente en la serie original) pero duró sólo dos temporadas con un total de veintidós episodios. Con la publicación subsiguiente de novelas, historietas, series animadas, juguetes y largometrajes, Star Trek creció hasta convertirse en una popular franquicia de medios.
Star Wars fue creada como un largometraje para cines, Una nueva esperanza (1977). Un novelización de la película titulada Star Wars: Las Aventuras de Luke Skywalker, basada en el guion original de la película, se publicó un año antes del estreno. Tras el lanzamiento de la primera película, Star Wars se desarrolló rápidamente como una franquicia de medios de comunicación popular.

## Diferencias
Star Trek debutado en la televisión. La franquicia fue inspirada en el estilo de series de televisión Wéstern de la época y las historias de aventuras deHoratio Hornblower, pero evoluciono a una perspectiva idealista, utópica de la sociedad humana futura. Inspirado en Los viajes de Gulliver, el tema principal de Star Trek es la exploración espacial y una sociedad galáctica que consta de especies y planetas múltiples, donde el conflicto ocasionalmente ocurre. Star Trek ocurre en el futuro relativamente distante, específicamente entre los siglos 22 y 24, con ocasionales viajes a través del tiempo y viajes interdimensionales. La tierra del universo de Star Trek comparte la mayoría de su historia con la del mundo real.
Star Wars debutó como película, a pesar de que la novela basada en el guion original de la película había sido publicada un año antes que la película en sí. Star wars pertenece principalmente al subgénero de ciencia ficción Space opera que sigue el viaje del Héroe y que fue inspirado en obras como Beowulf, El Rey Arturo y otras mitologías, religiones, así como historia antigua y medieval. Se ambienta en una sociedad galáctica en conflicto constante. A pesar de que hay periodos de paz, estos son sólo documentados en novelas, cómics, videojuegos y otros spin-off en distintos medios de comunicación. Star Wars está ambientada   "hace mucho tiempo, en una galaxia muy muy lejana", a pesar de que muchos personajes son humanos, usa ocasionalmente referencias sobre la Tierra del mundo real y exhibe personajes con rasgos de carácter humano.
A pesar de que tanto Star Trek como Star Wars se han expandido por distintos formatos de entretenimiento, no todos estos han sido mutuos para ambas franquicias. Star Trek nunca ha producido alguna película para la televisión, mientras que Star Wars   ha producido al menos tres películas de imagen real para la televisión. Star Wars Holiday Special,Caravan of Courage: An Ewok Adventure y Ewoks: The Battle for Endor son todas las películas para televisión ambientadas en el universo de Star Wars, pero no se consideran parte del Canon de Star Wars.

### Trayectoria
- ~513 horas (todas las serie de tv de Star Trek) + ~25 horas (películas de Star Trek)
- ~84 horas (películas de Star Wars) + Star Wars series canon + películas y producciones para televisión del universo expandido.

## Similitudes y puntos en común
Aparte de tener la palabra star (estrella en inglés) en sus respectivos títulos, las dos franquicias comparten muchas similitudes y puntos en común. Ambas franquicias tiene sus origines en el subgénero del Space western.
Ambas historias muestran sociedades que consisten de múltiples planetas y especies. La galaxia principal en Star Trek coonsiste de varios planetas, cada uno habitado por diferentes especies, unidos en un único estado, la Federación Unida de Planetas, Star Wars muestra una galaxia que es en su mayoría parte de un solo estado conocido como la Antigua República, habitada por humanos e incontables otras especies, que más tarde se volvió el Imperio Galáctico y que posteriormente fue reformado otra vez en una nueva sociedad conocida como la Nueva República después de una serie de guerras.
Ambas franquicias promueven mensajes filosóficos y políticos.
Las filosofías principales de Star Trek combinan las morales de la exploración y la intervención y de como confrontar de forma apropiada y ética una nueva situación. El creador Gene Roddenberry fue inspirado por la Moralidad de historias tales como Los viajes de Gulliver.
Los principales mensajes filosóficos de Star Wars son las éticas del bien contra el mal y como distinguir uno del otro Star Wars predica en contra del Totalitarismo y a favor de las sociedades que ofrecen igualdad. En una entrevista transmitida en un programa británico de 1997 por el 20 aniversario de Star Wars a la mitología de la trilogía original Patrick Stewart estableció que "Una creencia en los propios poderes; especialmente los propios poderes para hacer el bien porque la moral subyacente de Star Wars es muy, muy positiva ".
Ha habido actores de ambas franquicias que han aparecido en series como The Outer Limits y SeaQuest DSV.
Ambas franquicias también derivan significativamente de historia y mitología antigua, incluyendo mitología greco-latina. Muchos planetas y espercies alienígenas en Star Trek son nombradas basándose en antiguas deidades romanas. varios episodios de diferentes series de Star Trek, como "¿Quién llora por Adonis? ", están basados directamente en temática y ambientación greco-romana La serie también hace referencias a Babilonia y su Religión. los Klingons y su cultura bélica son una representación a los Mongoles del siglo 12.
Muchas de las tramas y desarrollos de personaje en Star Wars' están basados en historia antigua incluyendo la Antigüedad clásica, como la caída de la antigua República en Star Wars, seguida del ascenso del imperio Galáctico, lo cual es un paralelismo con la caída de la República romana seguida por el ascenso del Imperio romano.
Un documental de 1983 sobre la realización de Star Wars Episode VI: Return of the Jedi fue presentado por Leonard Nimoy, quien también menciona los planes originales de Lucas de hacer otras dos trilogías precediendo y continuando la trilogía original.
Star Trek: Nemesis (2002) fue un fracaso en taquilla. Star Wars: Episode III – Revenge of the Sith (2005) concluyó la trilogía de precuelas, que en general tuvo una aceptación entre mixta a positiva entre el público. Las dos franquicias se ofrecen en distintos formatos desde novelas, series de televisión, cómics, juguetes para audiencias jóvenes, revistas, juegos de mesa y videojuegos así como también trabajos hechos por los fanes. Estos incluyen obras canónicas y no-oficiales, incluyendo las obras hechas por fanes y empresas propietarias de la franquicia en conjunto.

### Era de J. J. Abrams
J. J. Abrams estuvo fuertemente involucrado en ambas franquicias, como director y productor de Star Trek (2009) y Star Trek:En la oscuridad (2013) y productor de Star Trek Beyond (2016), director y productor de Star Wars:Episodio VII-El despertar de la fuerza (2015) y Star Wars: El ascenso de skywalker (2019). Star Trek (2009) and Star Wars: Los últimos jedi (2017) son cada uno las primeras entregas de sus respectivas trilogías. Estos filmes recibieron críticas favorables y éxito comercial además de revivir el interés del público por ambas franquicias. Aparte de Abrams, actores como Simon Pegg participaron en ambas sagas.
A pesar del éxito de taquilla y crítica de J. J. Abrams con su participación en ambas series, los realizadores originales detrás de ambas franquicias no pensaban lo mismo, y criticaron a Abrams por hacer versiones en lugar de argumentos originales. Star Trek En la oscuridad terminó siendo considerado menos original que la anterior entrega dirigida por Abrams, y ser más bien una adaptación pobre de Star Trek II: La ira de Khan. El director de La Ira de Khan, Nicholas Meyer, película de la que En la oscuridad tomó prestado líneas de diálogo y elementos de su trama, reveló en 2018, haber estado decepcionado del film, diciendo "En mi cosmovisión artística, si vas a hacer un homenaje, tienes que agregar algo nuevo. Tienes que poner otra capa en él, y no lo hicieron. El solo poner las mismas palabras en las bocas de diferentes personajes no agrega nada, y si tienes a alguien muriendo en una escena para luego ser resucitado inmediatamente después, no sucede ningún drama real allí. Solo se vuelve un truco engañoso, y eso es lo que vi que era definitivamente"
El creador de Star Wars George Lucas compartió un punto de vista similar alrededor de Star Wars: El despertar de la fuerza, Concordando con los críticos que encontraron la película muy derivativa de la trilogía original, en particular de una nueva esperanza. Durante una entrevista con el presentador y periodista Charlie Rose que se emitió el 24 de diciembre de 2015, Lucas comparó su decisión de vender Lucasfilm a Disney con un divorcio, y perfiló las diferencias creativas entre él y los productores de El despertar de la Fuerza. Él describió a sus seis anteriores películas de Star Wars como sus hijos y defendió su visión de estas, mientras criticó al Despertar de la fuerza por tener una sensación a "deja vú", diciendo: "Trabajé arduamente para hacerlas algo completamente diferente, con diferentes planetas, con diferentes naves espaciales – ya sabes, para hacerlas sentir como algo nuevo." Lucas también calificó a Disney como "esclavistas blancos", lo cual trajo ciertas críticas, por las que luego se disculpó. En 2017, Lucas describió la secuela Los últimos jedi, como "hermosamente hecha", el comentario fue interpretado como Lucas diciendo que el filme le gusto más que El despertar de la fuerza, incluso si Lucas nunca fue citado diciendo explícitamente cuánto.
En 2016, el film Rogue One: una historia de Star Wars fue estrenado y fue reportado que a Lucas también le gusto más que El despertar de la Fuerza.
Los films más recientes de las dos franquicias filmaron escenas importantes en los Emiratos Arabés Unidos. Las escenas del desierto en el planeta Jakku en Star Wars: El despertar de la Fuerza (2015) fueron filmadas en el emirato de Abu Dhabi, mientras que escenas para las ciudades en Star Trek Beyond (2016) fueron filmadas en el emirato de Dubái.

## Comparación financiera
A pesar de las diferencias en el número de filmes, las ganancias hechas por las películas de Star Wars exceden a las ganancias de las películas de Star Trek por casi cinco veces, mientras que la franquicia entera sobrepasa a la otra por cuatro veces. Es difícil decir con exactitud el valor total de cada franquicia, ya que deben tenerse en cuenta las series de televisión, los videojuegos, entre otros.
| Year  | Title                         | Budget | Box office | Net   |
| ----- | ----------------------------- | ------ | ---------- | ----- |
| 1979  | Star Trek: The Motion Picture | 35     | 139        | 104   |
| 1982  | The Wrath of Khan             | 12     | 96         | 84    |
| 1984  | The Search for Spock          | 18     | 87         | 69    |
| 1986  | The Voyage Home               | 24     | 133        | 109   |
| 1989  | The Final Frontier            | 30     | 70         | 40    |
| 1991  | The Undiscovered Country      | 27     | 96.9       | 69.9  |
| 1994  | Generations                   | 38     | 120        | 82    |
| 1996  | First Contact                 | 46     | 150        | 104   |
| 1998  | Insurrection                  | 70     | 117        | 47    |
| 2002  | Némesis                       | 60     | 67         | 7     |
| 2009  | Star Trek (reboot)            | 140    | 386        | 246   |
| 2013  | Into Darkness                 | 190    | 467        | 277   |
| 2016  | Beyond                        | 185    | 343        | 158   |
| Total |                               | 875    | 2,272      | 1,397 |

| Year  | Title                   | Budget | Box office | Net     |
| ----- | ----------------------- | ------ | ---------- | ------- |
| 1977  | A New Hope              | 11     | 786.6      | 775.6   |
| 1980  | The Empire Strikes Back | 23     | 534.1      | 511.1   |
| 1983  | Return of the Jedi      | 32.5   | 572.7      | 540.2   |
| 1999  | The Phantom Menace      | 115    | 1027       | 912     |
| 2002  | Attack of the Clones    | 115    | 656.6      | 541.6   |
| 2005  | Revenge of the Sith     | 115    | 848.9      | 733.9   |
| 2008  | The Clone Wars          | 8.5    | 68.6       | 60.1    |
| 2015  | The Force Awakens       | 306    | 2058       | 1752    |
| 2016  | Rogue One               | 200    | 1056       | 856     |
| 2017  | The Last Jedi           | 200    | 1321       | 1121    |
| 2018  | Solo                    | 275    | 392.9      |         |
| Total |                         | 1,126  | 8,929.5    | 7,803.5 |

| Franquicia | Año de inicio | Total de ingresos                              |
| ---------- | ------------- | ---------------------------------------------- |
| Star Trek  | 1966          | 10 mil millones de dólares (a partir del 2016) |
| Star Wars  | 1977          | 42 mil millones de dólares (a partir del 2015) |

## Críticas y comentarios
El escritor de ciencia ficción David Brin criticó Star Wars durante el estreno de La amenaza fantasma, argumentando que mientras las películas de Star Wars proveen efectos especiales y acción/aventura, las audiencias no se les anima a tomar participación en sus temas primordiales. Entre los problemas que tiene con la saga y George Lucas, es que los acusa de "tener una agenda", puesto que percibe a la galaxia de Star Wars como demasiado "elitista" llena de gobernantes arbitrarios tanto en el lado de los buenos como de los malos, reemplazándose unos a otros sin intervención de la población. Él critica a ambos bandos de la guerra civil galáctica como parte de una "misma genéticamente superior familia real". Él describe que el universo de Star Wars lidia con formas adicionales de absolutismo, como el justificar que las emociones lleven a una buena persona al mal - por ejemplo citando la idea de que Luke Skywalker matando a Palpatine podría de alguna forma llevarlo al lado oscuro a pesar de que el acto conllevaría salvar las vidas de muchas potenciales víctimas. Entre los muchos otros defectos que ve con Star Wars es el hecho de que Anakin Skywalker se vuelva un héroe al final del Retorno del Jedi porque implica que salvó la vida de su hijo, mientras que las atrocidades que él cometió durante su tiempo en el poder pasan a ser en gran parte ignoradas. En contraste, él argumenta que, a pesar de sus defectos, Star Trek es "democrático" y sigue problemas genuinos y fuertes cuestionamientos.
William Shatner argumenta que Star Trek es superior a Star Wars. Según él dice, "Star Trek tiene relaciones y conflictos que giran alrededor de las historias que involucran cuestiones filosóficas y humanistas ". Shatner cree que Star Wars solo era mejor que Star Trek en términos de efectos especiales, y una vez que J. J. Abrams estuvo involucrado, Star Trek fue capaz de "superar a Star Wars en cualquier nivel".
Tim Russ, quien interpretó a Tuvok en Star Trek: Voyager, clama que es difícil encontrar los suficientes elementos que hagan posible el comparar a las dos. Entre esos elementos comunes están sus escenarios llenos de personajes únicos y su tecnología. Él replicó lo dicho por Shatner de que Star Trek refleja problemas humanos generales, la moral de la exploración y que considera cuestiones humanas éticas. Star Wars desde su punto de vista es un clásico cuento medieval, y que abraza la Filosofía Oriental de la fuerza interior. Russ concluye que a pesar del éxito y popularidad de ambos, Star Trek es el mejor de las dos, ya que está situado en "nuestra" galaxia por lo tanto la gente puede relacionarse mejor con él, mientras que Star Wars toma lugar en otra galaxia. Reconoció que podría estar siendo parcial al decirlo.
Jeremy Bulloch es mejor conocido por su rol como Boba Fett en la trilogía original. Él es un gran fan de Star Trek: La serie original. Él argumenta que mientras ambas franquicias son populares, Star Wars es la que es superior, por su banda sonora y sus efectos especiales.
Contrastando el foco de las dos franquicias, el contribuidor del New York Times J. C. Hertzthe argumentó que, "El fandom de Trek porque gira alrededor de la tecnología porque el universo de Star Trek se fundó en el diálogo torpe y actuaciones pobres. Pero la ciencia ficción siempre fue brillante. En cambio, la ciencia en Star Wars carece de sentido y todos lo saben. Pero a nadie le importa porque Star Wars no es sobre ciencia. Es un drama épico. Es acerca de esos personajes bien desarrollados y las decisiones morales a las que se enfrentan. La gente no entra en debates sobre como la segunda Estrella de la Muerte funciona. Se meten en debates sobre la ética de destruirla."
John Wenzel de The Denver Post destacó dos diferencias en sus enfoques, haciendo notar los estilos de "capa y espada" y "pistolero" Star Wars en comparación a los "Temas más amplios de la vida utópica, la justicia y la identidad" de Star Trek y que el aspecto espiritual de Star Wars contrasta con el balance de emoción y lógica visto en Star Trek.
El multimillonario Peter Thiel le dijo a Dowd "Soy capitalista. Star Wars es el show capitalista. Star Trek es el comunista". Además declaró, "No hay dinero en Star Trek debido a que solo tienes la máquina transportadora que puede hacer lo que sea que necesites. Toda la trama de Star Wars empieza con Han Solo teniendo la deuda que él debe, por lo que la trama en Star Wars está impulsada por el dinero."
Metraje archivado en Trek Nation mostró a Gene Roddenberry diciendo, "Me gusta Star Wars. Era el joven Rey Arturo creciendo, matando finalmente al malvado emperador. No hay nada de malo con esas clase de entretenimiento - No todo tiene que crear una filosofía para ti- para toda tu vida. También puedes divertirte."

## Influencias entre ambas franquicias
Las dos franquicias tienen "una relación simbiótica", declaró Shatner, quien le da el crédito a Star Wars por motivar el lanzamiento de las películas de Star Trek. Repitió este sentimiento en la convención de fanes de Star Trek en el año 2016 de Las Vegas declarando que "Star Wars creó a Star Trek". Aclaró que esta declaración explicando que en el momento del estreno de la primera película de Star Wars, Paramount, cuando estaba bajo una nueva dirección, estaba buscando algo con que poderle competir. Un relanzamiento de Star Trek fue la elección. Desde entonces, el público retomó el interés por Star Trek. "Fue Star Wars lo que llevó a Star Trek a la conciencia de la gente de Paramount." Declaró.
El documental Trek Nation presenta entrevistas en las que tanto Lucas como Roddenberry alaban la respectiva creación del otro, con el primero declarando que Star Trek fue una influencia importante mientras estaba escribiendo el guión de Star Wars. Lucas explicó que si bien ambas franquicias estaban "tan alejadas la una de la otra", Star Trek produjo una base de fanes que "suavizó la arena del entretenimiento" para que así Star Wars "pudiese venir y pararse sobre sus hombros." Esto es también conocido por Shatner, quien fue tan lejos como para llamar a Star Wars un "derivado" de Star Trek.
Algunas referencias a Star Wars fueron insertadas en las películas de Star Trek. En momentos fugaces, se pueden ver naves y droides de Star Wars tanto en Star Trek (2009) como en Star Trek: en la oscuridad (2013). Algunas películas y episodios para televisión de Star Trek usaron la tienda de animación de Star Wars, Industrial Light & Magic, para sus efectos especiales.
Cuando Roddenberry fue honrado en una convención de Star Trek al final de su vida, una carta de felicitación de parte de Lucas fue presentada por un actor vestido como Darth Vader. Unos años antes, Roddenberry había contribuido con una entrada en honor a Star Wars y Lucas en una convención en honor del último.[cita requerida]

## Parodias
William Shatner fue presentador en la ceremonia de premio Lifetime Achievement del American Film Institute de Lucas en 2007 e hizo una actuación cómica en honor a este.
En 2015 en un conccierto en vivo, Shatner se disfrazó como un soldado stormtrooper mientras cantaba "Girl Crush" junto a Carrie Underwood y Brad Paisley.
En 2011, Shatner y Carrie Fisher publicaron una serie de vídeos humorísticos en YouTube haciendo sátira de las otras franquicias de cada uno.
En una entrevista del año 2016, Shatner comentó que una escena entre el Capitán Kirk y la Princesa Leia escapando y corriendo hacia la puesta de sol sería la "unión perfecta" entre Star Trek y Star Wars.
Shatner también ha publicado una serie de tuits humorísticos en su cuenta de Twitter burlándose de Star Wars. Entre estos está aquel conmemorando el 35 aniversario del pobremente recibido Star Wars Holiday Special. Fue entonces cuando el actor de Star Wars Peter Mayhew publicó un tuit en "respuesta" a esto felicitando a Shatner por haber dirigido Star Trek V:La última frontera, otro filme el cuál fue un fracaso.

## Futuro
Ambas franquicias crecerán durante la próxima década.
Star Trek fue reiniciada con una nueva serie cinematográfica empezando con Star Trek (2009), la cual fue seguida por Star Trekː En la oscuridad (2013) y Star Trek Beyond (2016) y nuevas secuelas están planeadas para los próximos años. Una nueva serie de televisión basada en la línea del tiempo original, subtitulada Discovery, sirviendo además como una precuela a la serie original, debutó en CBS All Access, una plataforma de streaming, en 2017.
Star Wars continuó desde donde Return of the Jedi terminó, con El despertar de la fuerza siendo el primero de una nueva trilogía, Los últimos Jedi le siguió en 2017, y El ascenso de Skywalker le siguió en 2019. Adicionalmente, más material derivado está en marcha desde el debut Star Wars Rebels, una serie de televisión situada entre las precuelas y la trilogía original, y una antología de filmes de Star Wars, que empezó con Rogue One: una historia de Star Wars, fue lanzada en diciembre de 2016, y Han Solo: una historia de Star Wars le siguió en mayo del 2018.

### Trabajos hechos por fanes
Además de producciones oficiales por parte de los estudios propietarios de Star Trek y Star Wars, muchos fan films y webisodios situados en ambos universos son constantemente producidos y publicados en Internet por los fanes, pero no son considerados oficialmente canon en relación a cualquiera de las franquicias.